# Indigènes
Indigènes è un film del 2006 diretto da Rachid Bouchareb.

## Trama
Seconda guerra mondiale. Quattro giovani maghrebini, ognuno con la propria vita: Messaoud l'innamorato, Yassir il mercenario, Said il povero che cerca fortuna all'estero e Abdelkader l'idealista. Dopo un breve periodo di addestramento, vengono mandati a combattere i tedeschi in diversi teatri europei: la celebre battaglia di Montecassino, risoltasi in una carneficina, l'arrivo in Provenza, l'avanzata nella valle del Rodano e la spedizione nell'Alsazia.
Nel corso della campagna militare, si rendono conto che solamente i soldati francesi sono promossi, hanno cibo migliore e possono visitare le proprie famiglie, mentre i maghrebini sono vergognosamente discriminati e trattati come combattenti di second'ordine. Ai giorni nostri, l'ultimo superstite Abdelkader, oramai anziano e povero, residente in Francia, fa visita alle tombe dei suoi compagni.
I titoli di coda rammentano come le autorità francesi avessero sospeso la pensione di guerra per i reduci, una volta che i loro paesi di origine proclamarono l'indipendenza, fino allo sblocco deciso dal presidente francese Jacques Chirac.

## Distribuzione
Distribuito con il titolo inglese Days of Glory, il film non è uscito nelle sale cinematografiche italiane. Dal 2009 è disponibile nel mercato home video in formato DVD.

## Critica
Il film non è stato esente da critiche. Secondo le autorità militari le perdite dei soldati nordafricani non avrebbero ecceduto rispetto a quelle dei soldati francesi, mettendo in discussione l'immagine di personale spendibile in una missione pericolosa.
Secondo la giornalista e scrittrice francese Julie Le Gac, il regista avrebbe trascurato i tragici episodi di violenza in Italia dai goumier, seppure in una scena il loro comandante, il generale Juin, conferisca alle truppe il diritto di razzia, vietando verbalmente di infierire sulla popolazione femminile.

## Riconoscimenti
- 2007 - Premio Oscar
  - Candidatura al Miglior film straniero
- 2006 - Festival di Cannes
  - Premio per la miglior interpretazione maschile (Jamel Debbouze, Samy Naceri, Sami Bouajila, Roschdy Zem e Bernard Blancan)[2]
- 2007 - Festival di cinema africano di Verona
  - Premio dell'Associazione degli Studenti Africani di Verona (ASAV)
- 2007 - Premio César
  - Migliore sceneggiatura originale
- 2007 - Premio Lumière
  - Migliore sceneggiatura